# Tavarnelle Val di Pesa
Tavarnelle Val di Pesa är en ort och frazione i kommunen Barberino Tavarnelle i provinsen Florens i regionen Toscana i Italien. 
Tavarnelle Val di Pesa upphörde som kommun den 1 januari 2019 och bildade med den tidigare kommunen Barberino Val d'Elsa den nya kommunen Barberino Tavarnelle. Den tidigare kommunen hade 7 745 invånare (2018).